# Sherman de Vries
 (août 2025).
Motif : Article surfait, non neutre et tellement célèbre qu'en moyenne la page est regarder 3 fois par mois... Bref, notoriété non démontrée.
- Archive Wikiwix
- Bing
- Cairn
- DuckDuckGo
- E. Universalis
- Gallica
- Google
- G. Books
- G. News
- G. Scholar
- Persée
- Qwant
- (zh) Baidu
- (ru) Yandex
- (wd) trouver des œuvres sur Wikidata

| 1. | Préciser le motif de la pose du bandeau. | Précisez le motif de la pose du bandeau en utilisant la syntaxe suivante : {{admissibilité à vérifier\|date=août 2025\|motif=remplacez ce texte par le motif}}                        |
| 2. | Informer les utilisateurs concernés.     | Pensez à avertir le créateur de l'article, par exemple, en insérant le code ci-dessous sur sa page de discussion : {{subst:avertissement admissibilité à vérifier\|Sherman de Vries}} |

Sherman de Vries, né le 13 juillet 1990) alias Ice est un producteur de disques, ingénieur du son et compositeur néerlandais, né à Sint Maarten d'un père néerlandais et une mère arubaise. 
Ses œuvres ont été placées en tête du classement du Billboard de 2018, avec environ 5 chansons dans la même semaine dans les 20 premières places du classement, dont les positions 1 et 2[réf. nécessaire]. Il a travaillé avec plusieurs artistes et producteurs[Lesquels ?] signés sur des labels comme Universal Music Group, Sony Music et Spinnin' Records. Il a travaillé avec des musiciens comme Shaggy, Juicy J, I-Octane, Flo Rida, Demarco et autres,.

## Biographie
Sherman de Vries est né à Sint Maarten et a commencé à apprendre la musique dès son enfance. Il a obtenu son diplôme de production et de conception sonore au D'drive Music College aux Pays-Bas en 2012. Il a ensuite poursuivi ses études dans le domaine du commerce de la musique et a obtenu une licence de musique à l'université des sciences appliquées de Hanze en 2016[réf. nécessaire].
Après avoir obtenu son diplôme, il s'est installé à Amsterdam et a produit pour plusieurs artistes dans le monde entier[réf. nécessaire]. Sa production a conduit à l'un des singles numéro un[Lequel ?] du magazine Billboard et a également abouti à une nomination sur American Beat Website dans la catégorie Meilleure musique pop instrumentale de l'année[réf. nécessaire]. 
Pendant son séjour aux Pays-Bas, de Vries s'est associé à quelques autres producteurs de disques[évasif] et a composé, produit et arrangé des chansons pour des artistes de l'industrie du disque sous de grands labels. En 2010, ces producteurs dynamiques[Qui ?] ont sorti avec succès[réf. nécessaire] des singles et sont devenus l'un des plus grands Billboard Chart Toppers de l'année, avec jusqu'à cinq chansons dans la même semaine dans les 20 premières places des charts, dont les #1 et #2,. Sherman de Vries a également produit, arrangé et conçu de nombreux artistes à succès publiés par différents labels en Europe et aux États-Unis[évasif]. Sa solide expérience[non neutre] de la pop commerciale des Caraïbes l'a conduit à des projets d'écriture et de production de chansons. En tant que producteur de musique, il a également enregistré des chansons à succès[réf. nécessaire] pour des artistes tels que Sean Paul, Mavado, I-Octane, Beenie Man, Gyptian et bien d'autres. Depuis qu'il s'est installé aux Pays-Bas, il a composé des musiques de films et de documentaires[réf. nécessaire]. 
En 2019, il a sorti deux singles, Pretty Cry et Mona, qui ont figuré dans les World Indie Music Charts et les Euro Indie Music Charts,.

## Discographie

### Singles
| Année | Morceau         | Artiste                                    |
| ----- | --------------- | ------------------------------------------ |
| 2019  | Pretty Cry      | Sherman de Vries                           |
| 2019  | Mona            | Sherman de Vries x Emiz                    |
| 2020  | I Still Believe | Sherman de Vries ft. Cadence XYZ           |
| 2020  | Run Away        | Dj Septik x Sherman de Vries x Karian Sang |
| 2020  | Stay Inside     | Janine the Machine x Sherman de Vries      |

### Comme producteur et ingénieur du son
| Année | Morceau                         | Artiste                                                 |
| ----- | ------------------------------- | ------------------------------------------------------- |
| 2014  | Twerkin 4 birkin remix          | Juicy J                                                 |
| 2015  | Its going down for real remix   | Flo Rida                                                |
| 2016  | I need your love (habibi) remix | Shaggy (musicien), Mohombi, Faydee & Costi Ioniță       |
| 2011  | I know you want me              | Ne-Yo ft Gyptian                                        |
| 2019  | Come Ova                        | Vybz Kartel x Lisa Hyper                                |
| 2019  | Secret                          | Beenie Man x Zj Liquid                                  |
| 2019  | All Night                       | Christopher Martin                                      |
| 2019  | Suh We Dweet                    | I-Octane                                                |
| 2019  | Friendship Real                 | Mr. Vegas                                               |
| 2019  | Pree Man Suh                    | Busy Signal x Nadg                                      |
| 2019  | Face Dem A Ben Up               | Busy Signal                                             |
| 2015  | Destiny                         | Demarco                                                 |
| 2019  | Happy                           | Demarco                                                 |
| 2019  | Trust                           | Jahmiel                                                 |
| 2019  | Rushing                         | Alicai Harley x Kojo Funds                              |
| 2019  | Gree Wid You                    | Ishawna                                                 |
| 2019  | Bare Face Gyal                  | I-waata                                                 |
| 2019  | Cah Settle Down                 | Da Professor                                            |
| 2019  | Up Level                        | Banxx                                                   |
| 2019  | Man A Star                      | Vershon                                                 |
| 2019  | Summer St. Lucia                | Ce'cile (en)                                            |
| 2016  | Im a bad boy                    | Da'Ville                                                |
| 2016  | Boom Boom                       | DJ Combo & Papajam ft. Tony T. & Dj Raphael             |
| 2010  | Can't get enough                | Tony T. (R.I.O.) ft Keila                               |
| 2015  | Run away                        | Karian Sang                                             |
| 2011  | Single Ready To Mingle          | Da'Ville                                                |
| 2011  | Good hearted people             | Capleton                                                |
| 2013  | Feel it in my heart             | Tony T. (R.I.O.) – ft TomE, Jenson Vaughan, Craig Smart |
| 2016  | Can't get enough                | Tony T. (R.I.O.) ft Keila                               |
| 2019  | Stay Scheemin                   | Teejay (Uptop Boss)                                     |
| 2019  | Leave If You Wah Leave          | Intence                                                 |
| 2019  | Mirror                          | Mr. G & Jordanne Patrice                                |
| 2013  | Im number one                   | Mr. G & Jordanne Patrice                                |
| 2016  | Marry Marry                     | Craig Smart ft. Jenson Vaughan                          |
| 2016  | She lonely                      | Young Karlo ft Bush Boys                                |
| 2016  | Cerebrum                        | Young Karlo                                             |
| 2016  | Hungry for more                 | Young Karlo                                             |
| 2014  | She wild                        | Bush Boys                                               |
| 2014  | Bushes                          | Bush Boys                                               |
| 2014  | Yo no se                        | Bush Boys                                               |
| 2015  | Chopping niggas                 | Bush Boys                                               |

### Comme ingénieur du son
| Année | Morceau                          | Artiste                               |
| ----- | -------------------------------- | ------------------------------------- |
| 2017  | City Going Crazy (feat. Remy Ma) | Snoopy Dinero (feat. Remy Ma)         |
| 2012  | Take it                          | Mavado ft Karian Sang                 |
| 2016  | Mi Amor                          | Mr. Vegas                             |
| 2016  | Go Dancer                        | RDX                                   |
| 2017  | Get it in                        | Charlie Black ft Oni rose             |
| 2015  | Tell me a lie                    | (Notnice Recods) Wasp –               |
| 2015  | Party Season                     | (Notnice Recods) Radijah              |
| 2014  | Save the night                   | Craig Smart                           |
| 2016  | Mary Mary                        | Craig Smart                           |
| 2016  | Without Your Love                | Craig Smart                           |
| 2016  | Don't Let Go                     | Room Temperature                      |
| 2016  | Grammy                           | Karian Sang                           |
| 2015  | Chel tu che                      | Susanu si Nicolae                     |
| 2015  | O mie de sarutari                | Sorinel Pustiu & Morgana feat. Susanu |
| 2016  | Jagah Jagah                      | Susanu                                |

### Comme ingénieur d'enregistrement
| Année | Morceau                      | Artiste                         |
| ----- | ---------------------------- | ------------------------------- |
| 2013  | Always be my lady            | Sean Paul & Jimmy cozier        |
| 2014  | My life so happy             | Beenie Man                      |
| 2014  | Single ladies                | Demarco                         |
| 2015  | Cheat On You                 | Dexta Daps                      |
| 2015  | Don't Play                   | Seanizzle ft Jah Vinci          |
| 2013  | Wine and Jiggle              | I-Octane                        |
| 2015  | Ride and wine                | I-Octane                        |
| 2014  | Cant do with one girl        | I-Octane                        |
| 2013  | We never stop                | Bounty Killer & Richie Stephens |
| 2013  | Ben ova                      | Kalado & Cupid (en)             |
| 2014  | Tell me how long             | Mblem                           |
| 2013  | Gimmie love                  | Clay                            |
| 2014  | Caribbean People             | Bugle                           |
| 2015  | Can't Wait Any Longer        | Konshens                        |
| 2015  | Im not a cheater             | Pressure                        |
| 2015  | Sexual Desire                | Jah Vinci                       |
| 2015  | Gangster Tears               | T'nez                           |
| 2015  | Love make the world go round | Future Fambo ft Da Professor    |
| 2015  | Me Nah Come Home Tonight     | Mr. G & Dexta Daps              |
| 2015  | Out of control               | Mr G ft Aidonia & Blakkman      |